# Валидуб
«Валидуб» — советский рисованный мультфильм, снятый в 1952 году режиссёром Дмитрием Бабиченко по мотивам чешской народной сказки.

## Сюжет
Деревенский парень Янек обладает богатырской силой: поборол медведя и даже выдернул голыми руками из земли вековой дуб, за что его прозвали «Валидубом». Однажды он отправляется странствовать — на мир посмотреть, себя показать, похвастать своей богатырской силой. Но его сила не приносит никому ни пользы, ни радости. И только когда он помогает людям, страдавшим от засухи — расчищает заваленное камнями русло горной реки, приходит, наконец, к нему добрая слава, и красавица Марьюшка, внучка старого мудрого пасечника, ласково смотрит на Янека.

## Создатели фильма
| сценарий                   | Людмила Веприцкая |
| режиссёр                   | Дмитрий Бабиченко |
| художник                   | Александр Трусов |
| оператор                   | Николай Воинов |
| музыкальное оформление     | В. Смирнова |
| звукооператор              | Николай Прилуцкий |
| художники-декораторы:      | Вера Валерианова, Вера Роджеро, Ирина Светлица, Иннокентий Кеша |
| художники-мультипликаторы: | Владимир Арбеков, Михаил Ботов, Борис Бутаков, Роман Давыдов, Владимир Данилевич, Валентин Лалаянц, Виктор Лихачёв, Борис Меерович, Константин Никифоров, Надежда Привалова, Геннадий Филиппов, Фёдор Хитрук |
| эскизы костюмов            | Иннокентий Кеша |
| ассистент режиссёра        | Борис Петин |
| технический ассистент      | Е. Новосельская |
| ассистент художника        | Валентина Василенко |
| монтажница                 | Нина Майорова |

## Роли озвучивали
| Актёр              | Роль                        |
| ------------------ | --------------------------- |
| Борис Андреев      | Янек-Валидуб                |
| Александр Хвыля    | отец Янека                  |
| Григорий Шпигель   | Янек-Надуйщёки              |
| Ирина Гошева       | мать Янека / Маришка (речь) |
| Виктория Иванова   | Маришка (вокал)             |
| Михаил Трояновский | дедушка Маришки             |
| Татьяна Барышева   | бабушка у колодца           |
| Леонид Пирогов     | Медведь                     |

Актёры, озвучивавшие роли, не указаны в титрах, но перечислены вместе со всей съёмочной группой в Приложении на стр. 181 в книге: Фильмы-сказки: сценарии рисованных фильмов. Выпуск 2 (1952).

## Происхождение сюжета
Сказка про богатыря Валидуба является не только чешской, но и словацкой (чеш. и словац. Validub, Valibuk, Lomidrevo). Как и многие чешские народные сказки, «Валидуб» известен в переработке писательницы Божены Немцовы.
В оригинальном сюжете Валидуб, вместо Надуйщёки, встречает богатырей Раздавикамень (словац. Kolovlad) и Гнижелезо (словац. Miesiželezo), вместе с которыми он помогает торговцам железом вытащить телеги из грязи, а затем служат батраками у одного хозяева, молотя хлеб, и взяв в качестве награды всё зерно, которое хранилось в огромном амбаре. Однако хозяин приказывает натравить на трёх богатырей огромного быка, с которым они с лёгкостью справляются, затем богатыри также расправляются с двумя огромными кабанами.
После Валидуб с благословения короля отправляется вместе с Раздавикамнем и Гнижелезом в поиск за тремя пропавшими королевнами, которых, по слухам, три дракона унесли в подземное царство (об этом им рассказал первый встречный, которого они встретили в одном городе). По пути богатыри решают сделать привал и готовят кашу, но Раздавикамня с лёгкостью обманывает злой старик Долгобород, но обмануть Валидуба Долгобороду не удаётся, и будучи пойманным, он указывает дорогу к скале, разобрав которую, Раздавикамень обнаруживает пещеру, ведущую в подземное царство. Спуститься вызываются Раздавикамень и Гнижелезо, но так как они боятся глубины, то в пещеру лезет Валидуб. Спустившись, он застаёт старшую королевну в дворце из золота и самоцветов и побеждает её похитителя, шестиглавого дракона. Таким же образом Валидуб спасает среднюю и младшую королевен, и тоже побеждает драконов: девятиглавого и двенадцатиглавого соответственно. Валидуб, забрав всех трёх сестёр-королевен, которые с помощью волшебных прутиков обратили свои дворцы в золотые яблоки, возвращается к тому месту, откуда он спустился, и с помощью верёвки, на которой Валидуб спустился, он подаёт знак своим товарищам, и те поднимают королевен наверх. Однако к Валидубу приходит мысль, что своих товарищей одолела зависть, и он вместо себя привязывает огромный валун. Разумеется, Раздавикамню и Гнижелезо не удаётся поднять валун, и они перерезают верёвку. Спустя семь лет Валидубу всё же удаётся выбраться наверх с помощью волшебной птицы Кмохты, которой он был вынужден скормить кусок мяса своей собственной ноги. На земле мясо на ноге отрастает, и Валидуб приходит во дворец, где уже идёт свадьба младшей королевны. Та узнаёт Валидуба по перстню, который она отдала перед битвой с двенадцатиглавым драконом, и рассказывает всю правду. В итоге Валидуб женится на младшей королевне, Раздавикамня прогоняют, а сам Гнижелезо трусливо пускается прочь.
Сказки с аналогичными персонажами и сюжетом со спусканием в подземное царство и спасением царевен/королевен являются общеславянскими и присутствуют в польском (легенда «Валигора и Вырвидуб»), южнославянском (юнак Перчик (сербохорв. Биберче), рождённый из перечного семечка встречает великанов: одноголового, двухголового и трёхголового, спасает из их плена двух своих сестёр, а затем, спустившись в поздемелье, и оставшись там по вине предательства, и царевну. После, по совету царя-отца, Перчик спасает от гибели птенцов волшебной птицы, которая, как и в чешской сказке, возвращает его наверх, поедая мясо с его бёдер), в украинском (в сказке про Покатигорошка главный герой встречает богатырей Вернигору и Вертиуса), и в русском фольклоре (во многих русских сказках встречаются богатыри Горыня, Дубыня и Усыня). Схожие сказочные персонажи: Калнавертис (Вернигор) и Ажуолровис (Вырвидуб) обнаруживаются и в литовском фольклоре.

## Переозвучка
- В 2000-2001 году мультфильм был отреставрирован и заново переозвучен компаниям ООО «Студия АС» и ООО «Детский сеанс 1». В новой версии была полностью заменена фонограмма, к переозвучиванию привлечены современные актёры, в титрах заменены данные о звукорежиссёре (звукооператор новой версии — В. Шишкин) и актёрах озвучивания. Переозвучка была крайне негативно воспринята как большинством телезрителей[4][5], так и членами профессионального сообщества[6][7]. Качество реставрации также иногда подвергается критике.

Озвучивание 2001 года:
- Юлия Парнес
- Юльен Балмусов — Янек-Валидуб/отец Янека
- Борис Токарев
- Татьяна Канаева
- Александр Котов — пчеловод
- Виталий Ованесов — медведь
- Владимир Конкин — Янек-Надуйщёки
- Ирина Маликова